# Gračišče
Gračišče – wieś w Słowenii, w gminie miejskiej Koper. 1 stycznia 2018 liczyła 244 mieszkańców.